# Кучинский, Максим Витальевич
Макси́м Вита́льевич Кучи́нский (укр. Максим Віталійович Кучинський; род. 28 июня 1988, Запорожье) — украинский футболист, вратарь клуба «Татран» (Липтовски-Микулаш).

## Биография
Воспитанник футбольной школы запорожского «Металлурга». Начинал полевым игроком, позже переквалифицировался на позицию вратаря, где так же ранее, на любительском уровне, выступал его отец. Всего в чемпионатах ДЮФЛ Украины провёл 146 игр. В 16 лет подписал с клубом профессиональный контракт, однако выступал только за дублирующий состав и фарм-клуб запорожцев во второй лиге. В 2008 году был арендован кировоградской «Звездой», в которой провёл год, во время которого команда стала победителем второй лиги и вышла в первую. По окончании срока аренды вернулся в Запорожье, однако в первой же игре за дубль сломал руку, выбыл на длительный срок и окончательно выпал из поля зрения тренеров основной команды. В результате покинул «Металлург» в 2010 году, в статусе свободного агента.
В 2011 году подписал контракт с черниговской «Десной», выступавшей во второй лиге. Проведя за «северян» полгода, перешёл в «Полтаву», и в первом же сезоне в составе клуба стал победителем своей группы второго дивизиона. Со временем стал основным вратарём команды. 18 апреля 2015 года отличился голом, забитым в дополнительное время второго тайма, в ворота его бывшей команды — «Десны». Кучинский пошёл в штрафную площадку противника и головой замкнул подачу с углового, чем принёс своей команде ничью. Позже этот гол был признан лучшим голом сезона в первой лиге. Всего выступал в «Полтаве» на протяжении 5 сезонов. В 2016 году перешёл в «Черкасский Днепр», в составе которого стал серебряным призёром первой лиги. Спустя полтора года вернулся в «Полтаву», где провёл сезон, в котором снова завоевал серебряные награды первой лиги. Команда должна была выступать в Премьер-лиге, однако была расформирована и Кучинский был вынужден искать новый клуб.
В июле 2018 года подписал контракт со львовскими «Карпатами». Дебютировал в украинской Премьер-лиге 22 июля 2018 года, выйдя в стартовом составе в домашнем матче против «Александрии». Покинул команду летом 2019 года в статусе свободного агента.
Осенью 2019 года был в составе грузинского клуба «Динамо» (Батуми), но во всех матчах оставался запасным. В 2020 году играет в Латвии за «Тукумс».

## Сборная
В 2006 году вызывался Игорем Жабченко в юношескую сборную Украины (до 19 лет), за которую провёл 3 матча.

## Достижения
- Победитель Второй лиги чемпионата Украины (2): 2008/09 (группа «Б»), 2011/12 (группа «Б»)
- Серебряный призёр Первой лиги чемпионата Украины (2): 2015/16, 2017/18